# Gastrotheca argenteovirens
Gastrotheca argenteovirens és una espècie de granota de la família del hemipràctids. Va ser descrit com a Hyla argenteovirens pel zoòleg alemany Oskar Boettger el 1892.
Els ous es crien en una bossa a l'esquena de la femella i els capgrossos es transporten a petits estanys, on els capgrossos es desenvolupen encara més.

## Distribució
És endèmica de Colòmbia, a la part meridional de la Serralada Occidental i part central i sud dels flancs occidentals de la Serralada Central i Macizo Central a Cauca, Nariño, Vall del Cauca, Colòmbia, 2000–3050 m d'altitud.

## Hàbitat
Es troba a subpáramo, boscos nebulosos i terres de cultiu. Es troba a la vegetació dins del bosc i a la ribera dels rierols dels boscos andins. També habita zones obertes, pastures i zones alterades per l'home.